# Schmitziella
Schmitziella, rod crvenih algi smješten u vlastitu porodicu Schmitziellaceae, dio reda Gigartinales. Postoje dvije priznate vrste.

## Vrste
1. Schmitziella cladophorae V.J.Chapman
2. Schmitziella endophloea Bornet & Batters